# لورا كورنيليوس كيلوغ
كانت لورا كورنيليوس كيلوغ (بالإنجليزية: Laura Cornelius Kellogg) (10 سبتمبر 1880 - 1947)، زعيمة من زعماء شعب أونيدا، وكاتبة، وخطيبة، وناشطة، وشخصية ذات رؤية. كانت كيلوغ، سليلة زعماء الأونيدا البارزين، إحدى مؤسسي جمعية الهنود الأمريكيين. دافعت كيلوغ عن نهضة وسيادة شعوب الإيروكواس الست، وناضلت من أجل الأراضي القبلية الجماعية، والاستقلالية القبلية، والحكم الذاتي. كانت كيلوغ، المعروفة شعبيًّا باسم «الأميرة الهندية وينوجين»، صوت شعب الأونيدا والهودنوسوني في المنتديات الوطنية والدولية. طالبت كيلوغ وزوجها، أورين جيه. كيلوغ، خلال عشرينيات القرن العشرين وثلاثينياته، بالأراضي القبلية في نيويورك، وذلك نيابة عن شعوب الأمم الست. كانت «خطة لولومي» التي وضعتها كيلوغ بمثابة حقبة تقدمية بديلة لسيطرة مكتب الشؤون الهندية، إذ شددت على الاكتفاء الذاتي للسكان الأصليين الأمريكيين والعمل التعاوني والتنظيم ورسملة العمل. ساعدت كيلوغ، بحسب المؤرخ لورانس هابتمان، «في تحويل الإيروكواس الجدد، ليس إلى عصبتهم القديمة، ولكن إلى ممثلين ونشطاء ومقاضين رئيسيين في السياسة الهندية الحديثة».

## بدايات حياتها
وُلدت لورا كورنيليوس كيلوغ في أرض أونيدا الهندية في غرين باي بولاية ويسكونسن. تُعد كيلوغ إحدى خمسة أبناء لوالدها آدم بو ووالدتها سيليسيا بريد كورنيليوس. بقى على قيد الحياة من أشقائها تشيستر بو كورنيليوس، وأليس كورنيليوس، وفرانك فورد كورنيليوس. تنحدر كيلوغ من سلالة شهيرة من زعماء القبائل الهندية، وهو ما كان له، بحسب ما قيل، دور في اعتزازها العرقي بتراث الأونيدا إلى حد كبير. جدها من جهة والدها هو جون كورنيليوس، زعيم شعب أونيدا وشقيق جاكوب كورنيليوس، زعيم جماعة أورتشارد. كان جدها لوالدتها الزعيم دانيال بريد، الذي ساعد شعب الأونيدا في العثور على أرض بعد ترحيلهم قسرًا من ولاية نيويورك إلى ولاية ويسكونسن في أوائل القرن التاسع عشر. كانت لكيلوغ صلة قرابة كذلك بإيليا سكناندور، وهو شخصية سياسية بارزة لشعب الأونيدا في القرن التاسع عشر اشتهر بمهاراته الخطابية.
تمكنت كورنيليوس، على عكس العديد من معاصري موطنها، من تجنب الطريق التعليمي المعتاد، وهو الدراسة بالمدارس الداخلية الشرقية الهندية البعيدة في كارلايل وهامبتون. التحقت بغرافتون هول، وهي مدرسة تأهيلية خاصة تديرها أبرشية فوند دو لاك بولاية ويسكونسن. كانت المدرسة على بعد 60 ميلًا من منزلها في بلدة سيمور بولاية ويسكونسن، وكان يدرس بها في الغالب نساء غير هنديات. عزت كورنيليوس تعليمها إلى «الوقت الذي كانت تقضيه في العمل بموطنها» وكذلك إلى معاهد التعليم العالي. جعلت هذه التجربة كورنيليوس أكثر استنارة ومكنتها من «تقدير قيم الحق الحقيقية». تخرجت كيلوغ، في عام 1898، بمرتبة الشرف. قارن مقال تخرجها بعنوان «الرومان في أمريكا» اتحاد الإيروكواس بالإمبراطورية الرومانية القديمة. منحها فخرها بجذور الإيروكواسية قدرًا كبيرًا من الثقة بالنفس. أمضت، بعد أن تخرجت في عام 1898، عامين في السفر حول أوروبا. ذهبت في وقت لاحق للدراسة في جامعة ستانفورد، وكلية بارنارد، وجامعة كولومبيا، وجامعة كورنيل، وجامعة ويسكونسن.

قامت «ميني»، كما كانت معروفة لدى أصدقائها، بالتدريس لفترة وجيزة في مدرسة أونيدا الهندية الداخلية، في أونيدا بولاية ويسكونسن، وكذلك في معهد شيرمان في ريفرسايد بولاية كاليفورنيا، وكان ذلك منذ عام 1903 إلى عام 1905. طرد مكتب الشؤون الهندية، في 12 مايو 1903، جماعة من هنود الكوبينو من موطنهم التقليدي بوارنر سبرينغز رانش، على بعد 80 ميلًا جنوب شرق ريفرسايد. كان لكيلوغ، كما قيل، دور حاسم في إقناع الكوبنيو بعدم مقاومة الانتقال إلى أرض بالا التي تبعد عن موطنهم بـ40 ميلًا. وصفتها صحف كاليفورنيا بـ«البطلة الهندية» و«جان دارك الهندية» بسبب خطابها التصالحي الذي منع حدوث انتفاضة بحسب ما قيل. ذُكر أن إخلاء هنود وارنر رانش كان بمثابة قمة جرائم الرجل الأبيض ضد هنود كاليفورنيا الذين كان لهم حق قانوني في أراضيهم. نشرت كيلوغ، في تلك السنة، قصيدتها الوحيدة الباقية، «تحية إلى مستقبل عرقي» التي ألقتها خلال تمارين الافتتاح في معهد شيرمان. تعكس هذه القصيدة التواصل والعلاقات بين الأوروبيين والسكان الأصليين، مشيرة إلى أن «كل من له قلب بشري يُعد إنسانًا». كتبت، عن الأوروبيين، بلطف وأمل «أنتم تنبعثون من دماء المحاربين النبيلة، ومن شجاعة الساكسونيين والرومان واليونانيين، ومن جنس الرجال الملكيين، أتمنى أن تبلغ سيرة حياتكم حد الكمال كتاريخ أجدادكم».
نتج عن طموحها الأدبي المبكر نشر قصتين بعنوان «أسطورة الفول» و«تضحية الكلب الأبيض» في أحد إصدارات إرسالية الكنيسة الأسقفية بأونيدا عام 1902. كتبت كيلوغ في عام 1903، «ربما يبدو الأمر غريبًا بالنسبة لشخص أجنبي، وذلك لمعرفتي بالأفكار التي سادت في ما يتعلق بالحياة الهندية، ولكن القيام بشيء عظيم بعد ما كبرت كان شيئًا منحه لي والدي منذ المهد، وليس لدي طموح آخر، ولا أعرف طموحًا بديلًا».
واصلت كيلوغ تعليمها بين عامي 1898 و1910، وسافرت لمدة عامين في أوروبا، ودرست في جامعة ستانفورد، وكلية بارنارد، وكلية نيويورك للأعمال الخيرية، وجامعة كورنيل، وجامعة ويسكونسن. كتبت كيلوغ، أثناء دراستها في كلية برنارد، قصة قصيرة لمجلة الكلية الأدبية، وورد ذكرها في الكتاب السنوي للكلية. لم تكمل كيلوغ تعليمها في أي من المؤسسات المذكورة أعلاه، ولكن المؤرخين يعتبرونها، رغم ذلك، «من بين أفضل النساء الأمريكيات الأصليات تعليمًا» في عصرها.

## خطة لولومي
استندت خطة لولومي على حركة المدينة الحدائقية التي بدأها السير إبنيزر هوارد في عام 1898 في المملكة المتحدة. كان القصد من المدينة الحدائقية أن تكون مخططة، وأن تنشأ مدن بمجتمعات مكتفية ذاتيًا تحيط بها «الأحزمة الخضراء»، أي الحدائق، التي تحتوي على مناطق صناعية وسكنية وزراعية متناسقة. أثناء قيامها بجولة في أوروبا منذ عام 1908 وحتى عام 1910، اهتمت كيلوغ اهتمامًا خاصًا بالمدينة الحدائقية في إنجلترا وألمانيا وفرنسا، ورأت النموذج الذي اعتمد في المحميات لإنتاج «الاكتفاء الذاتي الاقتصادي في الأونيدا والحكم الذاتي القبلي».
باختصار، ابتكرت كيلوغ خطة لولومي في «محاولة لحماية الهندي من حشد العمالة البيضاء فيما أصبح الآن لعنة الوجود الهندي». يمكن للحكومة الفيدرالية توفير الحماية لأصول الهنود على مستوى الولاية. دون الحكومة الفيدرالية، شبهت كيلوغ الشعوب الهندية بالحملان التي يلتهمها الأسد. كان من المقرر أن ينفذ الخطة كل كيان فيدرالي. تجمع السلطة الفيدرالية جميع أصول القبائل والأفراد الهنود. ثم «يُسجل الهنود كأعضاء في هذه الهيئة التعاونية» ويكون لكل عضو في الهيئة التعاونية صوت واحد. تسمح خطة لولومي باستخدام ممتلكات القبائل والأفراد في «نفقات التعليم والصحة والتنمية التجارية».
تنشئ خطة لولومي هيئة تتمتع بالحكم الذاتي بين مجتمع الهنود. تضمنت خطة كيلوغ أيضًا بعض الاحتياجات المجتمعية مثل الرعاية الصحية ومراكز الترفيه. وفقًا لكيلوغ، كان التجانس، أو نفس النوع أو الطبيعة، أهم جانب في الخطة. أوضحت كيلوغ، «كل التنظيمات الناجحة تقوم على التشابه من النوع. أعتقد أن فشل المنظمات التعاونية للمجتمعات البيضاء يعود إلى حقيقة أنها أخذت بعين الاعتبار جميع أنواع العناصر العرقية». يمكن للمجتمع الهندي حل المشكلات بشكل أفضل من المجتمعات البيضاء بسبب التجانس الذي حددته خطة لولومي.
في عام 1911 جالت كيلوغ في المحميات الهندية في جميع أنحاء البلاد لتعزيز الاهتمام بتحويل المحميات إلى المدينة الحدائقية. أدرِجت السيدة راسيل ساج، وجاي. بّي. مورجان، وتشارلز ويليام ألين، الرئيس السابق لجامعة هارفارد، والسيدة هاري برات جادسون، زوجة رئيس جامعة شيكاغو، ضمن قائمة الشخصيات البارزة المهتمة بتشكيل مجلس صناعي وطني للهنود.
لاحقًا في أكتوبر 1911، قدمت كيلوغ ورقة رسمية بعنوان «المنظمة الصناعية للهنود» في المؤتمر الافتتاحي لجمعية الهنود الأمريكيين في كولومبوس، أوهايو. اقترحت تحويل المحميات الهندية إلى «قرى صناعية» تتمتع بالحكم الذاتي مع «استقلالية محمية» تتفاعل مع الاقتصاد المحلي. تَبنى النموذج الأفكار الغربية المعاصرة مع القيم الأصلية التقليدية. توجه هذا النوع من الصناعة نحو الاحتياجات والمهارات المحلية ومرحلة تنمية المجتمع المحلي المعني. بالتالي يمكن للهنود تبني عناصر مفيدة للمجتمع السائد مع تجنب شرور مثل نظام المصانع، والازدحام الحضري، والصراع الطبقي بين العمل ورأس المال. كتبت: «نعتقد أن أعظم اقتصاد في العالم هو الذي يكون عادلًا للجميع».
في عام 1914 انتقل آل كيلوغ إلى واشنطن العاصمة، لتكريس أنفسهم للضغط من أجل تشريع هندي أفضل. خلال مسيرتها المهنية، لم تشارك كيلوغ في شؤون الأونيدا والأمم الستة فحسب، بل أيضًا في شؤون بلاكفيت، وبراذرتاون، وشيروكي، وكرو، وديلاوير، وهرون، والأوساج، وهنود ستوكبريدج. أدت حملتها العنيفة والتحريض الذي لا هوادة فيه إلى مشاكل مع القانون واعتقالات في أوكلاهوما عام 1913 وكولورادو في عام 1916.
في عام 1916 مثّلت كيلوغ أمام الكونغرس وشهدت بأن إدارة مكتب الشؤون الهندية فاسدة وغير فعالة. دعت إلى مشروع قانون قدمه السناتور هاري لين من ولاية أوريغون من شأنه إلغاء مكتب الشؤون الهندية واستبداله بلجنة، خاضعة مباشرة للكونغرس، تتكون من ثلاثة رجال يختارهم مجلس الهنود من بين خمسة مرشحين.
اعتمدت خطة لولومي على نجاح مجتمعات المورمون، وحركة المدينة الحدائقية، وزخم منظمات العصر التقدمي. تكون قرى لولومي خارج سيطرة المكتب، وتُدار باعتبارها مؤسسة خاصة، وتحافظ على أنماط الحياة المقبولة للهنود الأمريكيين من خلال تركيزهم على الأنشطة الخارجية. في عام 1920 نشرت كيلوغ كتابًا بعنوان ديمقراطيتنا والهنود الأمريكان: عرض للوضع الهندي كما هو اليوم، حيث ناقشت خطة لولوماي، التي كتبت لاحقًا لولومي، والتي تعني «الخير الكامل عليك» في لغة هوبي. كان كتابها «مكرسًا بالمحبة» لذكرى الزعيم ريدبيرد سميث، الزعيم الروحي للنايت هوك كيتووا (شيروكي)، «الذي حفظ شعبه من الإحباط، وكان أول من قبِل لولومي».
خلال عشرينيات وثلاثينيات القرن العشرين، اتبعت كيلوغ رؤيتها للولومي من خلال محاولة شراء مدرسة أونيدا الداخلية الهندية، وتقديم المشورة للرئيس ريدبيرد سميث والنايت هوك كيتووا، ومتابعة مطالبات الأراضي نيابة عن أونيدا، والأمم الستة، وإعادة تشكيل عصبة الإيراكوي في القرن الثامن عشر.